# Predsednik vlade Luksemburga
Predsednik vlade Luksembruga ali ministrski predsednik Luksemburga (luksemburško: Premier Minister vu Lëtzebuerg; francosko: Premier ministre du Luxembourg; nemško: Premierminister von Luxemburg) je vodja vlade Velikega vojvodstva Luksemburg, ki opravlja izvršilne funkcije, ki naj bi jih sicer (le formalno) kot prvi v državi monarh. Njegovo uradno prebivališče in pisarna je sta v stavbi Hôtel de Bourgogne v mestu Luksemburg.
Od leta 1989 je naziv predsednika vlade uraden, čeprav je bil vodja vlade že nekaj časa prej neuradno znan s tem imenom. Med letoma 1857 in 1989 je bil premier znan kot predsednik vlade, z izjemo 25-dnevnega mandata premierja Mathiasa Mongenasta. Pred letom 1857 je bil ministrski predsednik predsednik sveta. Poleg teh nazivov predsednik vlade uporablja še naslov državnega ministra, čeprav je ta običajno podrejen sekundarnemu nazivu.
Letna plača predsednika vlade znaša 250.000 €.

## Seznam
Glej: Seznam predsednikov vlade Luksemburga